# Boris Șcerbina
Boris Evdokimovici Șcerbina (în rusă Борис Евдокимович Щербина, în ucraineană Борис Євдокимович Щербина; n. 5 octombrie 1919, Debalțeve, Donetsk Governorate⁠(d), Ucraina – d. 22 august 1990, Moscova, RSFS Rusă, URSS) a fost un politician sovietic care a servit ca vicepreședinte al Consiliului de Miniștri al URSS în perioada 1984–1989. În acest interval el a supervizat managementul crizei declanșate de catastrofa nucleară de la Cernobîl.

## Biografie
Șcerbina s-a născut în Debalțeve, gubernia Donețk, RSS Ucraineană, pe 5 octombrie 1919, în familia unui lucrător feroviar. În 1937 a fost admis la Universitatea de Stat pentru Transport Feroviar din Harkov. Pentru rezultatele obținute la învățătură și activitatea politică publică i s-a acordat, în 1939, o diplomă din partea Comitetului Central al Komsomol al RSS Ucrainene. În același an s-a înscris în PCUS.
Și-a întrerupt apoi studiile după ce s-a înrolat voluntar în armată în timpul Războiului de Iarnă cu Finlanda, fiind repartizat la divizia 316 infanterie pe schiuri. A absolvit Universitatea de Transport câțiva ani mai târziu, în 1942.

### Cariera de partid
În anii celui de-al Doilea Război Mondial a fost implicat în organizarea transportului feroviar al trupelor. În 1942, Șcerbina a fost numit secretar al Comitetului Regional Harkov al Komsomol. În perioada ocupației germane a Harkovului a fost transferat la aparatul Comitetului Central al Komsomol. Imediat după eliberarea orașului s-a întors să lucreze la Comitetul Regional Harkov al Komsomol.
Începând din 1944, Boris Șcerbina a executat sarcini de partid. În 1948 a absolvit cursurile Școlii Superioare de Partid din subordinea Comitetului Central al PCUS. În 1950-1951 a condus comitetul orășenesc de partid al orașului Harkov.
În 1951 a fost trimis să supravegheze activitatea economică în Siberia. Sub conducerea sa a fost finalizată hidrocentrala Irkuțk (1958) și a început construcția hidrocentralei Brațk (1954), au fost construite orașele Angarsk și Șelehov, iar Combinatul Petrochimic Angarsk a fost pus în funcțiune (1955).
În 1951-1955, Șcerbina a servit ca secretar, iar între 1955-1961 ca secretar adjunct al Comitetului Regional Irkuțk al PCUS. La începutul anilor 1960 a fost transferat în regiunea Tiumen. Între anii 1961-1973 a îndeplinit funcția de prim-secretar al Comitetului Regional Tiumen al PCUS.
„Un conducător tânăr, fermecător, sensibil, obsedat de inovație a apărut printre noi și este de așteptat că va face schimbări din ce în ce mai rapide”, scria profesorul și istoricul Iuri Pribîlski.
Șcerbina este creditat drept cofondator al industriei petroliere și a gazelor în Siberia Occidentală, în perioada în care a servit în calitate de prim-secretar al PCUS în regiunea Tiumen și ulterior în cea de ministru al petrolului și gazului (1973–1984). În 1976 Șcerbina a devenit membru al Comitetului Central al PCUS și a deținut această poziție până la moartea sa.
În 1984 a devenit vicepreședinte al Consiliului de Miniștri al URSS și, din această poziție, a fost numit la conducerea eforturilor de gestionare a dezastrului de la Cernobîl, în 1986. Șcerbina a ocupat un post asemănător și în 1988, după catastrofalul cutremur din Armenia.
În 1990 Boris Șcerbina s-a opus alegerii lui Boris Elțin ca președinte al Sovietului Suprem al RSFSR.
Șcerbina a murit la Moscova pe 22 august 1991.

## Ecranizări
În 2019 Boris Șcerbina a fost interpretat de Stellan Skarsgård în serialul Cernobîl, coprodus de Sky și HBO și de Vernon Dobtcheff în drama documentară Surviving Disaster a BBC.
Jurnalistul de origine rusă stabilit în Berlin Leonid Berșidski a pus la îndoială acuratețea istorică a unor secvențe din Cernobîl. Conform lui Berșidski, „Bineînțeles, viceprim-ministrul Boris Șcerbina nici măcar n-ar fi putut îndrăzni să-l amenințe pe Valeri Legasov, un membru respectat la Academiei Sovietice de Științe, că îl aruncă din elicopter — era anul 1986, nu 1936”.